# Devanagari

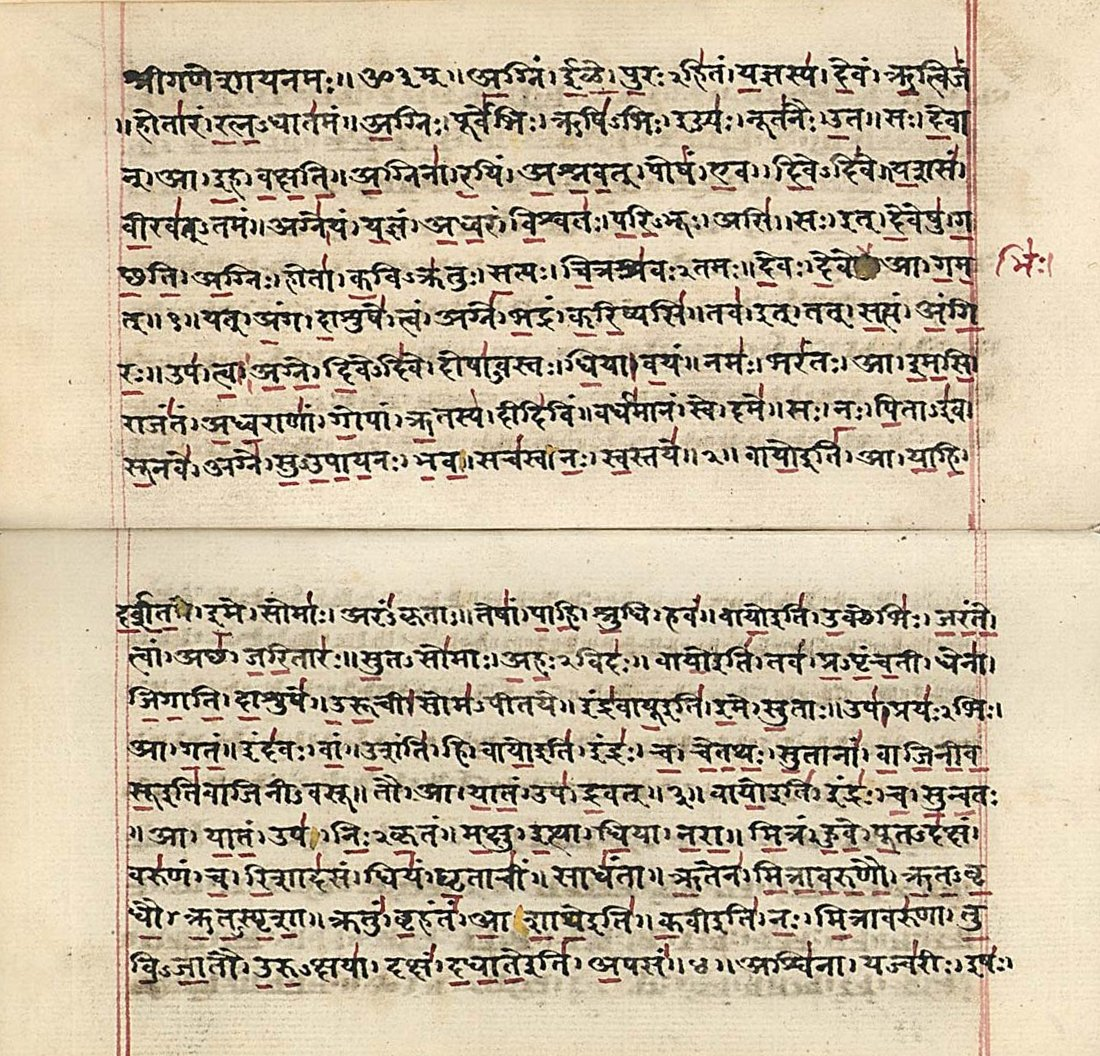
Rigveda manuscrit en devanagari (començament del segle XIX)

El devanagari (en sànscrit: देवनागरी, devanāgarī) és un alfabet abugida utilitzat per a escriure idiomes com el sànscrit, l'hindi, el nepalès, el marathi, el caixmiri, el sindhi, el bihari, el bhili, el konkani o el bhojpuri. És un dels alfabets més utilitzats a l'Índia i al Nepal.

## Orígens
L'escriptura devanagari sorgeix prop de l'any 1200 dC a partir de l'escriptura siddham, substituint gradualment l'escriptura sharada. Ambdues són descendents immediates de l'escriptura gupta, la qual deriva de l'escriptura brahmi, que probablement va sorgir al segle iii aC. Els descendents del brahmi formen la família bràhmica, incloent-hi els alfabets nacionals de moltes altres llengües de l'Índia.

## Etimologia
El mot devanagari deriva del sànscrit deva 'diví, excel·lent', i nagari 'urbà', un adjectiu vriddhi femení que deriva de nàgara 'ciutat'. Ambdós formen un compost tatpurusha, que podria traduir-se com '(escriptura) urbana divina', la qual cosa probablement identificava la devanagari dins d'un grup més gran d'escriptures nàgari ('urbanes'). L'escriptura nàgari és una forma primerenca de devanagari, apareguda al voltant del segle viii com a variant oriental de l'escriptura gupta, i contemporània de la sharada, la seua variant occidental. El nom devanagari hauria d'entendre's, aleshores, com 'forma excel·lent (o perfeccionada) de l'escriptura nàgari'.

## Principis
El devanagari és un alfabet del tipus anomenat abugida, en què cada consonant té una vocal inherent (a) que pot ser canviada amb diferents signes vocàlics diacrítics. La majoria de les consonants poden unir-se'n a una altra o altres, suprimint d'esta manera la vocal inherent. La forma resultant és coneguda com a lligadura. Les consonants lligades normalment són una variant simplificada de la consonant normal (normalment se suprimeix el traç vertical de la consonant), encara que en algun cas la forma lligada pot diferir de la forma no lligada.
El devanagari s'escriu d'esquerra a dreta. En sànscrit les paraules s'escrivien juntes, sense espais, de manera que la línia horitzontal superior era contínua, encara que existien certes excepcions a aquesta regla. La ruptura de la línia superior marca pauses de respiració. En les llengües modernes s'usa separació entre paraules. El devanagari no fa distinció entre majúscules i minúscules.
El devanagari té d'una banda 16 śakti, que inclouen les svara (lit. 'so, to, accent', sons purs, o vocals) més l'anusvāra (ṃ o ṁ, m amb punt inferior o superior) i la visarga (ḥ, h amb punt inferior); i d'altra banda 34 vyañjana ('ornaments', consonants). Una akshara (síl·laba) es forma amb la combinació d'una o cap vyañjana i una o més svara, i representa la unitat fonètica de la shabda (paraula). Per a escriure una akshara s'apliquen a la vyañjana modificadors diacrítics estàndard que representen les svara.
Les śakti i les vyañjana s'ordenen i agrupen lògicament per al seu estudi o recitació. Així, els sons purs, a, i, u, ṛ (r amb punt a sota) i ḷ (l amb punt a sota), i les seues versions allargades (aa, ii, uu, ṛ i ḷḷ) són seguits per les formes combinades (e, ai, o, au), nasals (ṃ) i aspirades (ḥ). Les vyañjana en si s'agrupen en 6 grups (files) o varga de 5 membres (columnes). Les primeres cinc files progressen en el sentit velar, palatal, retroflex, dental i labial, en correspondència amb els punts d'articulació de la llengua cap a parts cada vegada més externes en fer el so. Les vyañjana restants són tècnicament sonores, sibilants, o àmpliament usades com a formes conjuntes. Per a cada fila o grup, les columnes avancen lògicament cap a sons més suaus, aparellats amb les formes aspirades, i finalitzen amb la forma nasal per a tal grup (és a dir, sorda, sorda aspirada, sonora, sonora aspirada i nasal).
La pronunciació del sànscrit escrit en devanagari manca completament d'ambigüitat (és completament fonètic). De mode semblant, es considera que cada paraula en sànscrit s'escriu d'una sola manera (descomptades les variants tipogràfiques modernes emprades per a representar formes conjuntes). Però en els llenguatges moderns s'han acceptat certes convencions: per exemple, el truncament de la darrera vocal quan es parla, malgrat que estiga escrita en la forma completa. Hi ha també algunes convencions modernes sobre com escriure paraules estrangeres en devanagari.
Alguns textos sànscrits i mantres s'escriuen amb marques diacrítiques addicionals al damunt i a sota de les akshara per a indicar alçada i tempo del so, per a assegurar que la seua reproducció és exacta.

## Símbols del devanagari
Totes les vocals s'annexen al damunt o a sota de la consonant, o d'un signe vocàlic AA afegit a la dreta de la consonant, a excepció del signe vocàlic I, que es posa a l'esquerra. La següent taula de vocals mostra que la columna "Lletra" conté el símbol escrit quan la vocal va sense consonant. La columna "Signe de la vocal amb [p]" mostra el símbol escrit quan una vocal s'annexa a una consonant, escrita amb la lletra "p" com a exemple. La columna "Nom Unicode" conté el nom donat a la vocal en l'especificació Unicode. La columna AFI mostra el caràcter de l'alfabet fonètic internacional corresponent a la pronunciació hindi del caràcter devanagari.
| Lletra | Signe de la vocal amb [p] | Nom Unicode | AFI                       |
| ------ | ------------------------- | ----------- | ------------------------- |
| अ      | प (cap)                   | a           | [ə]                       |
| आ      | पा                         | aa          | [ɑ]                       |
| इ      | पि                         | i           | [ɪ]                       |
| ई      | पी                         | ii          | [i]                       |
| उ      | पु                         | u           | [ʊ]                       |
| ऊ      | पू                         | uu          | [u]                       |
| ऋ      | पृ                         | r vocàlica  | ([rɪ] ([r ̩] en sànscrit)) |
| ॠ      | पॄ                         | rr vocàlica | ([rɪ] ([rː̩] en sànscrit)) |
| ऌ      | पॢ                         | l vocàlica  | ([lɪ] ([l ̩] en sànscrit)) |
| ॡ      | पॣ                         | ll vocàlica | ([lɪ] ([lː̩] en sànscrit)) |
| ऍ      | पॅ                         | e chandra   |                           |
| ऎ      | पॆ                         | e curta     | [e]                       |
| ए      | पे                         | e           | [e(ː)]                    |
| ऐ      | पै                         | ai          | [ɛ] ([ai] en sànscrit)    |
| ऑ      | पॉ                         | o candra    |                           |
| ऒ      | पॊ                         | o curta     | [o]                       |
| ओ      | पो                         | o           | [o(ː)]                    |
| औ      | पौ                         | au          | [ɔ] ([au] en sànscrit)    |

| Símbols amb [p] | Nom Unicode | Funció                                                                    |
| --------------- | ----------- | ------------------------------------------------------------------------- |
| प्               | virama      | Anomenada halanta o viraama, suprimeix la vocal inherent                  |
| पँ               | candrabindu | Nasalitza una vocal                                                       |
| पं               | anusvara    | Anusvaara nasalitza una vocal                                             |
| पः               | visarga     | Afegeix una aspiració sorda després d'una vocal                           |
| प़               | nukta       | S'utilitza per a indicar sons prestats del persa (per ex., p + nukta = f) |
| पऽ              | avagraha    | S'utilitza per a prolongar el so d'una vocal                              |

Quan no s'escriu cap vocal, s'ha de pronunciar una "a" posterior. Per a denotar específicament l'absència d'una vocal s'ha d'utilitzar una viraama (també anomenada halant).
| Lletra | Nom Unicode | Transliteració IAST | AFI     |
| ------ | ----------- | ------------------- | ------- |
| क      | ka          | k                   | k       |
| ख      | kha         | kh                  | kh      |
| ग      | ga          | g                   | ɡ       |
| घ      | gha         | gh                  | ɡɦ      |
| ङ      | nga         | ṅ                   | ŋ       |
| च      | tsha        | c                   | tʃ      |
| छ      | tshha       | ch                  | tʃh     |
| ज      | dzha        | j                   | dʒ      |
| झ      | dzhha       | jh                  | dʒɦ     |
| ञ      | nia         | ñ                   | ɲ       |
| ट      | ṭa          | ṭ                   | ʈ / ɽ̊   |
| ठ      | ṭha         | ṭh                  | ʈh / ɽ̊h |
| ड      | ḍa          | ḍ                   | ɖ / ɽ   |
| ढ      | ḍha         | ḍh                  | ɖɦ / ɽɦ |
| ण      | nna         | ṇ                   | ɳ       |
| त      | ta          | t                   | t̪       |
| थ      | tha         | th                  | t̪h      |
| द      | da          | d                   | d̪       |
| ध      | dha         | dh                  | d̪ɦ      |
| न      | na          | n                   | n̪       |
| प      | pa          | p                   | p       |
| फ      | pha         | ph                  | ph      |
| ब      | ba          | b                   | b       |
| भ      | bha         | bh                  | bɦ      |
| म      | ma          | m                   | m       |
| य      | ya          | y                   | j       |
| र      | ra          | r                   | ɾ       |
| ल      | la          | l                   | l       |
| ळ      | lla         | ḷ                   | ɭ       |
| व      | va          | v                   | v       |
| श      | sha         | ś                   | ɕ       |
| ष      | ssa         | ṣ                   | ʂ       |
| स      | sa          | s                   | s       |
| ह      | ha          | h                   | h / ɦ   |

ळ no s'utilitza en hindi. Tot l'alfabet s'utilitza en marathi.
Els nombres en devanagari s'escriuen d'aquesta forma:
| ० | १ | २ | ३ | ४ | ५ | ६ | ७ | ८ | ९ |
| 0 | 1 | 2 | 3 | 4 | 5 | 6 | 7 | 8 | 9 |

### Lligadures
Les conjuncions consonants de dos o més fonemes es fan combinant les aksharas amb lligadures. Típicament, l'akshara precedent perd el traç vertical i es posa directament en contacte amb el següent. Quan les aksharas no tenen traços verticals, les aksharas següents normalment es posen a sota del precedent. Algunes vegades, les lligadures prenen formes no recognoscibles fàcilment, com compostes de les aksharas individuals (per exemple, jñ). Els conjunts consonàntics que tenen r es tracten com un cas especial: la r- precedent es fa com un ganxo apuntat a la dreta sobre l'akshara següent, i la -r successora apareix com un traç inclinat afegit al traç vertical de l'akshara precedent.

## El devanagari en Unicode
El rang de caràcters Unicode del devanagari és entre U+0900 i U+097F. Els blocs grisos indiquen caràcters no definits:
|        | 0 | 1 | 2 | 3 | 4 | 5 | 6 | 7 | 8 | 9 | A | B | C | D | E | F |
| U+090x |   | ँ  | ं  | ः  | ऄ | अ | आ | इ | ई | उ | ऊ | ऋ | ऌ | ऍ | ऎ | ए |
| U+091x | ऐ | ऑ | ऒ | ओ | औ | क | ख | ग | घ | ङ | च | छ | ज | झ | ञ | ट |
| U+092x | ठ | ड | ढ | ण | त | थ | द | ध | न | ऩ | प | फ | ब | भ | म | य |
| U+093x | र | ऱ | ल | ळ | ऴ | व | श | ष | स | ह |   |   | ़  | ऽ | ा  | ि  |
| U+094x | ी  | ु  | ू  | ृ  | ॄ  | ॅ  | ॆ  | े  | ै  | ॉ  | ॊ  | ो  | ौ  | ्  |   |   |
| U+095x | ॐ | ॑  | ॒  | ॓  | ॔  |   |   |   | क़ | ख़ | ग़ | ज़ | ड़ | ढ़ | फ़ | य़ |
| U+096x | ॠ | ॡ | ॢ  | ॣ  | । | ॥ | ० | १ | २ | ३ | ४ | ५ | ६ | ७ | ८ | ९ |
| U+097x | ॰ |   |   |   |   |   |   |   |   |   |   |   |   |   |   |   |

## Programari

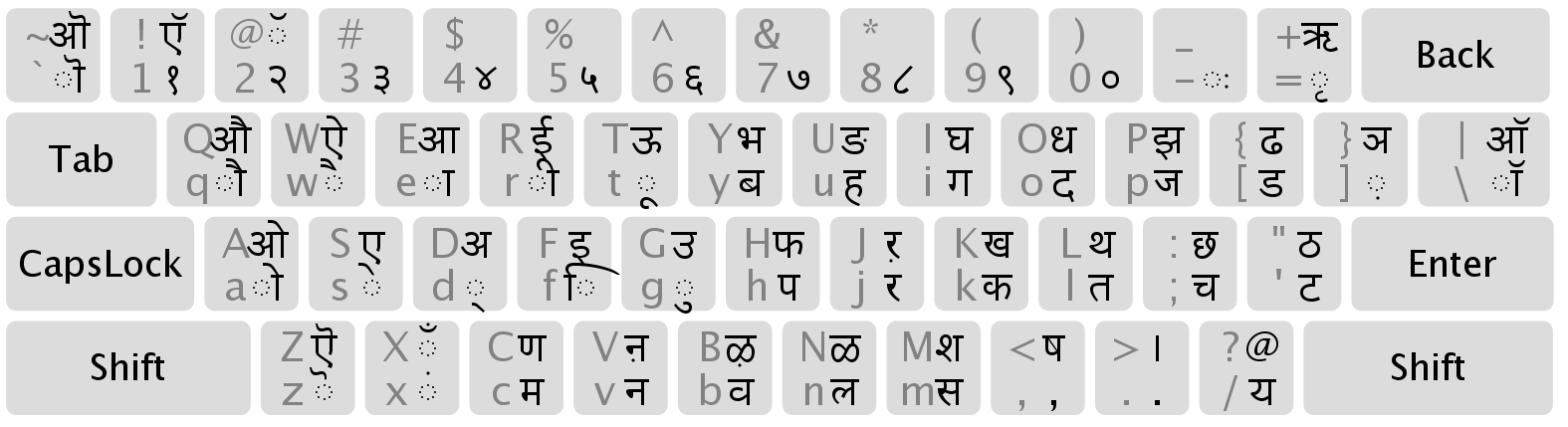
INSCRIPT Mapa de teclat per Linux (variant Deva)

- Apple Type Services for Unicode Imaging - Macintosh (nou)
- Graphite - open source (SIL)
- Pango - open source (Gnome)
- Uniscribe - Windows
- WorldScript - Macintosh (antic)